# Clemenceau (Arizona)
Pour les articles homonymes, voir Clemenceau.
Clemenceau est un quartier de la ville de Cottonwood dans le comté de Yavapai dans l'État de l'Arizona aux États-Unis. Il avait d'abord été construit en tant que cité ouvrière en 1917 afin de servir la nouvelle fonderie pour la mine United Verde Extension de James Douglas Jr de Jerome. La ville avait été nommée en l'honneur du président du Conseil français durant la Première Guerre mondiale, un ami personnel de James Douglas. La fonderie de Clemenceau fut fermée le 31 décembre 1936. La plupart des habitants ont quitté la région. Lorsque Cottonwood fut incorporé en 1960, le territoire de Clemenceau ainsi que l'aéroport de Clemenceau furent inclus dans ses frontières. À l'exception de l'école, du bureau de poste et banque ainsi que les piles de laitier de la fonderie, il y a peu de choses qui restent de l'origine de Clemenceau.

## Annexe